# Campeonato Mundial de Ciclismo en Grava de 2024
El III Campeonato Mundial de Ciclismo en Grava se celebró en la provincia de Brabante Flamenco (Bélgica) el 5 y 6 de octubre de 2024 bajo la organización de la Unión Ciclista Internacional (UCI) y la Federación Belga de Ciclismo.
Las carreras se disputaron entre las ciudades de Halle y Lovaina.

## Medallistas
| Evento    | Oro                                 | Plata                        | Bronce                       |
| --------- | ----------------------------------- | ---------------------------- | ---------------------------- |
| Masculino | Mathieu van der Poel · Países Bajos | Florian Vermeersch · Bélgica | Quinten Hermans · Bélgica    |
| Femenino  | Marianne Vos · Países Bajos         | Lotte Kopecky · Bélgica      | Lorena Wiebes · Países Bajos |

### Masculino
| Puesto            | Ciclista             | País         | Tiempo  |
| ----------------- | -------------------- | ------------ | ------- |
| Medalla de oro    | Mathieu van der Poel | Países Bajos | 4:41:23 |
| Medalla de plata  | Florian Vermeersch   | Bélgica      | 4:42:26 |
| Medalla de bronce | Quinten Hermans      | Bélgica      | 4:45:10 |
| 4                 | Jasper Stuyven       | Bélgica      | 4:45:10 |
| 5                 | Gianni Vermeersch    | Bélgica      | 4:45:11 |
| 6                 | Connor Swift         | Reino Unido  | 4:45:11 |
| 7                 | Matej Mohorič        | Eslovenia    | 4:45:11 |
| 8                 | Tim Merlier          | Bélgica      | 4:45:38 |

### Femenino
| Puesto            | Ciclista        | País         | Tiempo  |
| ----------------- | --------------- | ------------ | ------- |
| Medalla de oro    | Marianne Vos    | Países Bajos | 4:01:07 |
| Medalla de plata  | Lotte Kopecky   | Bélgica      | 4:01:07 |
| Medalla de bronce | Lorena Wiebes   | Países Bajos | 4:05:04 |
| 4                 | Puck Pieterse   | Países Bajos | 4:05:16 |
| 5                 | Romy Kasper     | Alemania     | 4:05:22 |
| 6                 | Soraya Paladin  | Italia       | 4:07:07 |
| 7                 | Riejanne Markus | Países Bajos | 4:07:11 |
| 8                 | Femke Markus    | Países Bajos | 4:09:59 |

## Medallero
| Núm. | País         | Oro | Plata | Bronce | Total |
| ---- | ------------ | --- | ----- | ------ | ----- |
| 1    | Países Bajos | 2   | 0     | 1      | 3     |
| 2    | Bélgica      | 0   | 2     | 1      | 3     |
|      | TOTAL        | 2   | 2     | 2      | 6     |